# Chirbat Zammala
Chirbat Zammala (arab. خربة زمالة) – wieś w Syrii, w muhafazie Aleppo, w dystrykcie Manbidż. W 2004 roku liczyła 1396 mieszkańców.